# ملعب سيلفردوم
ملعب سيلفردوم  (بالإنجليزية: Silverdome)‏ كان ملعبًا متعدد الاستخدامات يقع بمدينة بونتياك في الولايات المتحدة الأمريكية، و يصل طاقة الملعب الاستيعابية إلى 82 ألف متفرج.
استضاف الملعب العديد من المنافسات منها كأس العالم لكرة القدم 1994.